# Lori Selby
Lori Selby ist eine US-amerikanische Biathletin.
Lori Selby startet für Washington Biathlon Association. Sie hatte ihren Durchbruch auf Nordamerikanischer Ebene erst im fortgeschrittenen Alter im Rahmen der Nordamerikanischen Meisterschaften im Biathlon 2013 im Whistler Olympic Park in Whistler. In der Masters-Klasse wurde sie Nordamerika-Meisterin im Sprint, im Verfolgungsrennen konnte sie ihre gute Ausgangslage nicht nutzen, da sie aufgrund eines Fehlstarts disqualifiziert wurde. Für das Massenstartrennen wechselte sie in die Frauenklasse und wurde 13. In der Gesamtwertung des Biathlon-NorAm-Cup 2012/13 belegte sie Rang 29.